# Лоуторп, Филиппа
Филиппа Лоуторп (англ. Philippa Lowthorpe; род. 27 декабря 1961 года) — английский режиссёр кино и телевидения. Она была удостоена премии Deluxe Director Award на WFTV Film and Television Awards за мини-сериал «Три девушки». Недавно она сняла эпизоды второго сезона сериала «Корона» и фильм 2020 года «Мисс Плохое поведение». Лауреат премии BAFTA за режиссуру (ТВ).

## Ранняя жизнь
Лоуторп родилась в деревне недалеко от Донкастера, Южный Йоркшир, и выросла в Неттлхэме, Линкольншир. Она посещала школу де Астон в Маркет-Расен, а затем поступила в Колледж Святой Хильды в Оксфорде, чтобы изучать классику. Филиппа переехала в Бристоль, чтобы снимать документальные фильмы для Би-би-си Бристоль, среди которых «Три салона на берегу моря» и «A Skirt Through History».

## Карьера
Филиппа начинала как режиссёр документальных фильмов. Её отмеченные наградами документальные фильмы привели к тому, что её пригласили написать и поставить свою первую драму «Восемь часов из Парижа» (1997) (продюсер Джордж Фабер), фильма для Screen Two, в котором реальные люди играли самих себя, наряду с профессиональными актёрами. За этим последовала «Еще одна из рода Болейн» (2003), адаптация одноимённого романа Филиппы Грегори 2001 года для BBC films.
Она была режиссёром первой серии сериала «Зовите повитуху». Её дебютный эпизод получил самую высокую аудиторию для любого дебюта драмы за последнее десятилетие. Она также сняла первый рождественский спецвыпуск «Зовите повитуху» (2013), за который получила премию BAFTA за режиссуру. Она — единственная женщина, когда-либо получавшая эту награду.
Другие режиссёрские проекты включают в себя «Пять дочерей» (2010), «Сидр с Рози» (2015)и фильм «Ласточки и Амазонки» (2016) для BFI/Studio Canal/BBC films.
Её самый первый полнометражный фильм «Ласточки и Амазонки» получил главный приз на Нью-Йоркском международном детском кинофестивале и приз молодёжного жюри За лучший полнометражный фильм 4families на Международном кинофестивале в Сиэтле в 2017 году.
Недавняя работа Филиппы, мини-сериал BBC Three Girls (2017) («Три девушки») об эксплуатации детей в Рочдейле, воссоединила её с исполнительным продюсером Сьюзан Хогг и продюсером Саймоном Льюисом, с которыми она ранее работала над удостоенным наград фильмом «Пять дочерей». Сериал был удостоен премии BAFTA за лучшую режиссуру, а писательница Николь Тейлор признана лучшей сценаристкой в драматическом сериале. В мае 2018 года «Три девушки» также были признаны лучшим мини-сериалом на BAFTA TV AWARDS (совместно с Николь Тейлор, Сьюзан Хогг и Саймоном Льюисом). В октябре 2018 года «Три девушки» также выиграли PRIX ITALIA (снова совместно с Николь Тейлор, Сьюзан Хогг и Саймоном Льюисом).